# 新乐市
新乐市是中华人民共和国河北省的一个县级市，由石家庄市代管。位于河北西部，沙河流经境内。市人民政府駐长寿街道长寿路65号。

## 历史沿革
西汉置新市侯国，属巨鹿郡，治于今正定县新城铺镇；东汉改为县，属中山国，曹魏、晋、北魏皆因之；北齐废置，隋开皇十六年于新市县故地重置新乐县，县治移于现址，属博陵郡；唐属定州；宋因之，后定州升中山府，新乐仍属之；金元仍属中山府；明属京师真定府定州；清雍正十二年改属直隶省真定府；1992年升为新乐市，现属河北省，由石家庄市代管。

## 行政区划
新乐市下辖1个街道办事处、8个镇、2个乡、1个民族乡：
长寿街道、化皮镇、承安镇、正莫镇、南大岳镇、杜固镇、邯邰镇、东王镇、马头铺镇、协神乡、木村乡和彭家庄回族乡。

## 人口
截至2020年11月1日零时，新乐市常住人口为478529人。

## 交通
- 铁路：京广铁路承安铺站、新乐站
- 公路： 京港澳高速、 107国道、 203省道、 204省道

## 古迹
- 新乐文庙，位于承安镇中学校园内。

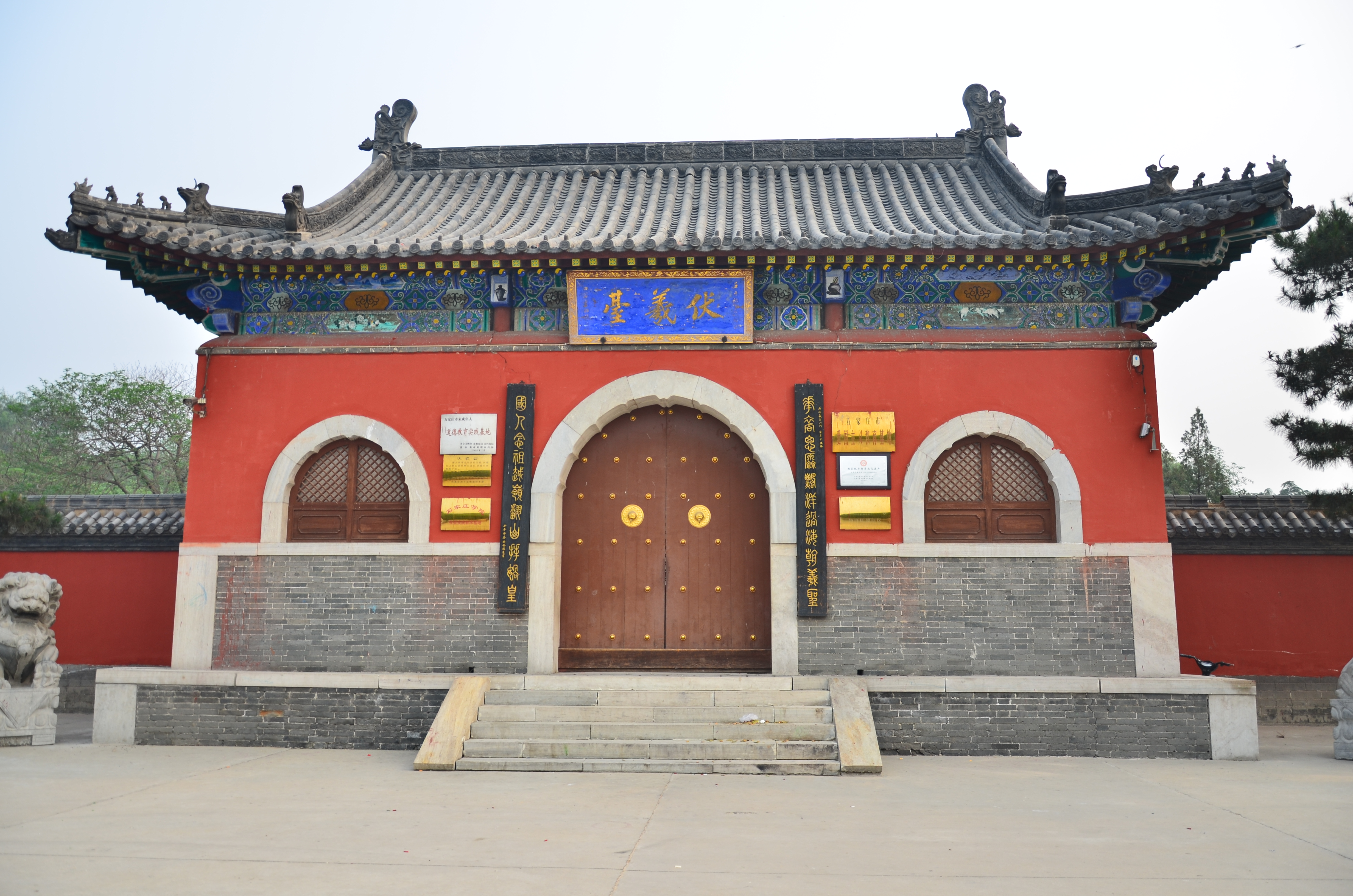
伏羲台

- 伏羲台，位于新乐市区北郊2公里处的何家庄村之东隅，是新石器时代三皇之首伏羲氏寓此繁衍生息发展壮大的地方，伏羲台、金水河、葫芦头、剌孩草是伏羲时代留下的遗物和遗迹。帝喾时期开始在伏羲台上祭祀人祖伏羲氏，据史料记载：“帝喾巡游此土，见伏羲之圣迹，集四方之民而化导养育之故。而筑台修庙以祀之”。